# BTL (음악 그룹)
BTL은 대한민국의 8인조 보이 그룹이다.

## 앨범
| 앨범 번호 | 앨범 정보                                      | 트랙 리스트                                              |
| --------- | ---------------------------------------------- | -------------------------------------------------------- |
| 1         | 《Beyond The Limit》 - 발매일: 2014년 5월 15일 | 1. Break The Limit 2. 투지 (鬪志) 3. 투지 (鬪志) (Inst.) |

| 앨범 번호 | 앨범 정보                   | 트랙 리스트                                                                   |
| --------- | --------------------------- | ----------------------------------------------------------------------------- |
| 2         | 《BTL MINI ALBUM GOLDMOON》 | 1. Gold Moon 2. TOO-G 3. Baby Girl 4. Only For Love 5. RUN 6. Break The Limit |

2014년 5월 15일 투지라는 곡으로 데뷔를 하여 활동을 하였다. 데뷔곡으로 활동이 끝나고 공백기가 있던 중 기존 멤버 지수와 유아가 개인사정으로 탈퇴 후 새 멤버 연을 포함해 8인조로 재편하여 다음 앨범 준비를 하기 시작하였다. Gold Moon이라는 곡으로 앨범을 준비 중이였다. 어찌된 영문인 지 5월 발매 -> 7월 9일 발매 -> 9월 발매예정으로 계속 발매연기가 되었다.
Gold Moon 곡 자체는 2014년에 먼저 행사에서 공개된 상태이며, 7월 9일 쇼케이스를 가지며 미니앨범이 발매될 예정이었는데
앨범과 뮤직비디오가 공개되지 않았다. 이미 앨범은 5월 초에 와이엔커뮤니케이션에서 인쇄한 상태로
몇몇 팬들도 소장하고 있는데, 키로이컴퍼니가 2015년 10월 서류라는 회사에 인수되면서 멤버들이 뿔뿔히 흩어졌으며, 프로듀서 양정승은 독립하여 새 기획사인 잭팟엔터테인먼트를 세웠다. BTL 트위터도 작년 9월 이후 멈춰 있어 소리소문없이 해체되지 않았나 싶었는데,("해체되지 않았나싶었는데"가 아니라 거의 해체 수준? 사실상 해체나 다름없음) 멤버들은 각자 하고자하는 것을 준비를 하고 있거나 방송 활동하는 멤버도 있고 군입대하여 군복무를 하는 멤버도 있음. 뿔뿔히 흩어졌지만 아직도 멤버사이도 무척이나 좋은 상태, 개인 SNS로 생존신고는 하며 아직도 팬들과 소통을 하고 있다고 함.